# Rúa de San Andrés (la Corunya)
La rúa de Santo André o de San Andrés és un carrer de la Corunya situada al barri d'A Pescaría.
Està situada entre la rúa Estreita de San Andrés i la praza de Pontevedra i fou una de les principals vies de comunicació entre la Cidade Vella i les zones noves d'expansió de la ciutat.

## Història

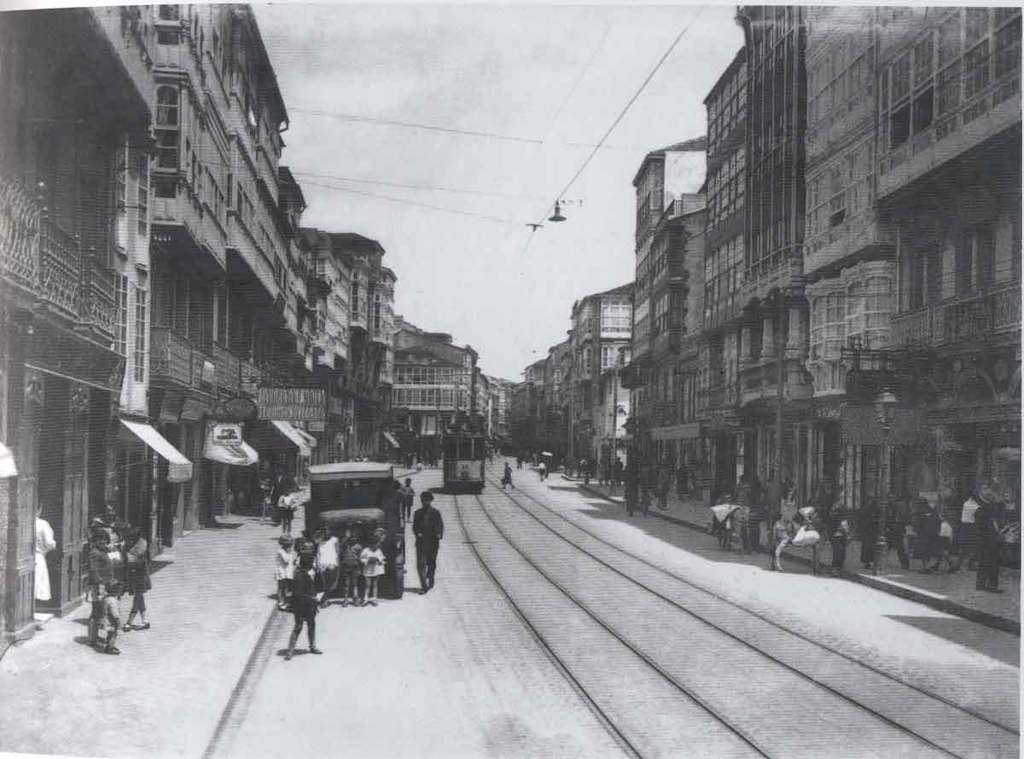
La rúa de San Andrés en la dècada de 1930.

La rúa de San Andrés rep rep el seu nom de l'antic Hospital de San Andrés, propietat del gremi de marejante¡s. L'hospital, situat on es troba l'església de San Andrés, tenia una església contigua, i tots dos edificis van ser destruïts durant el setge de Drake el 1589. El pòrtic de l'església es va instal·lar a la muralla do Parrote, prop de l'Arxiu del Regne de Galícia.
El carrer ja apareix amb el seu pla actual al pla de Juan Vergel de 1735. Tot i això, en aquell moment gairebé no hi havia edificis i el carrer estava més a prop del mar.
Entre 1840 i 1875 es deia carrer Espoz y Mina i entre 1931 i 1936 carrer Capitán García Hernández.
El 13 d'octubre de 1900 van ser assassinats en el número 152 d'aquest carrer un mosso de magatzem i la seva dona, delicte que va romandre sense resoldre.

## Institucions i comerços
El carrer, situat al centre de la ciutat, tenia un ús principalment comercial. També ha estat seu de diverses empreses i institucions, com la seu de la Caixa d'Estalvis i Mont de Pietat de la Corunya, que es trobava en un edifici del carrer, enderrocat el 1969 per construir l'actual oficina d'Abanca. Tampoc no existeix l'edifici en què es va establir el 1895 la Real Unión Recreativa e Instructiva del Circo de Artesanos, quan es va traslladar del rúa de Juana de Vega.
Al número 9 hi havia l'estudi fotogràfic del pioner del cinema José Sellier, que dona nom a una plaça propera, i al 113 encara hi ha la primera botiga de queviures oberta a la ciutat per la família San Martín, una de les botigues més antigues de la ciutat.

## Arquitectura

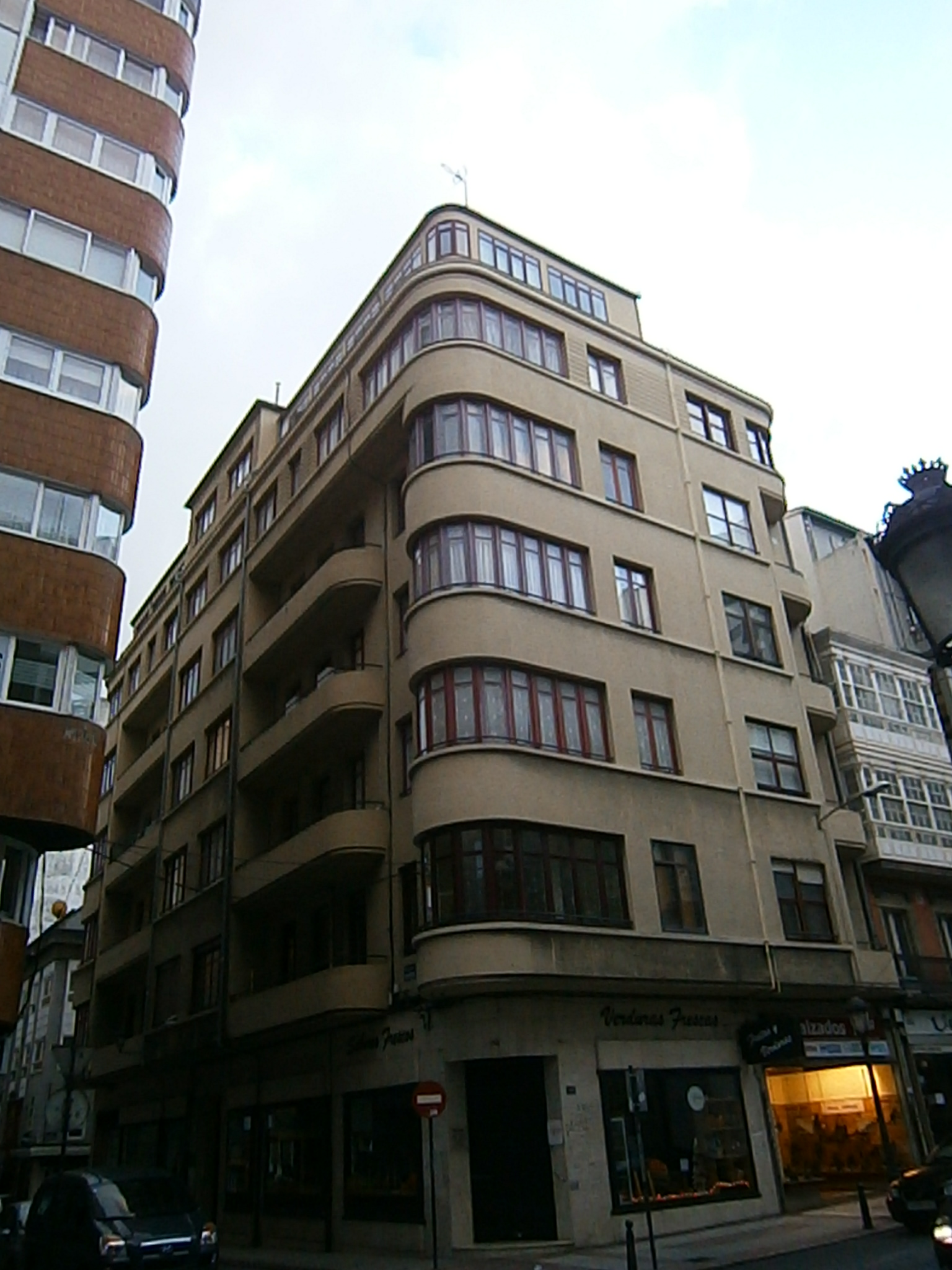
Casas Formoso e Cés.

A la rúa de San Andrés es conserven alguns edificis destacats:
- N. 7, de Julio Galán Carvajal (1908)
- N. 53, de Faustino Domínguez Domínguez (1883)
- N. 61, de Juan de Ciórraga (1890)
- N. 67, de Faustino Domínguez Domínguez (1881)
- N. 69-71, d'Antonio López Hernández (1912), edifici modernista amb galeries.
- N. 101, seu de Telefónica, de José María de la Vega Samper (1928-1930), construït al lloc on havia estat la Real Fábrica de Mantelería de La Corunya.
- N. 151, Casas Formoso e Cés, de Santiago Rey Pedreira i Pedro Mariño (1930-1932), racionalista.[13][14]
- N. 155, d'Eduardo Rodríguez-Losada Rebellón (1931)
- N. 14-16, de Bouza y Tredis (1863)
- N. 18, d'Eduardo Rodríguez-Losada Rebellón (1917)
- L'església de Santo André, de Faustino Domínguez Coumes-Gay (1881-1884), temple neoromànic, construït per iniciativa d'Eusebio da Guarda, enterrat al costat de la seva esposa Modesta Goicouría.[15] Davant de l'església hi ha un "cruceiro".[16]
- N. 38, d'Eduardo Rodríguez-Losada Rebellón (1944)
- N. 68, de Ricardo Boán Callejas (1914)
- N. 84, d'Antonio Tenreiro i Peregrín Estellés (1930)
- N. 100, Casa Solla, de Ricardo Boán Callejas (1912-1914), edifici modernista.
- N. 118, edifici La Llave, d'Antonio López Hernández (1910-1911), modernista.[17]
- N. 120, de Julio Galán Carvajal (1908), amb la façana molt reformada.
- N. 124, de Xosé Caridad Mateo (1935)
- N. 140, de Juan de Ciórraga (1869)
- N. 158-160, d'Eduardo Rodríguez-Losada Rebellón (1930)

A la plaça de Santa Catarina s'hi troba una font dedicada al déu Neptú, la més antiga de la ciutat.

## Galeria d'imatges

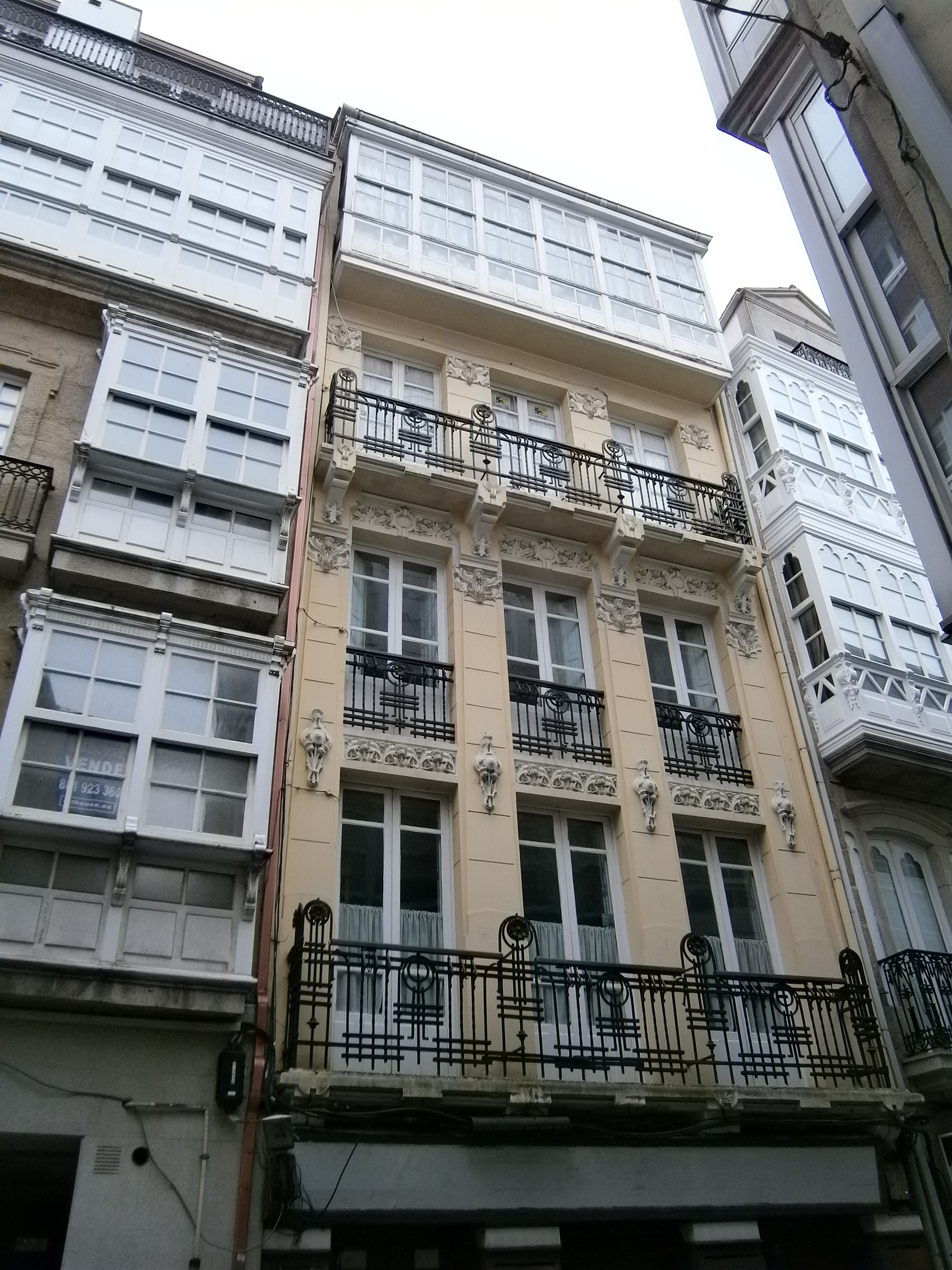
Núm. 7
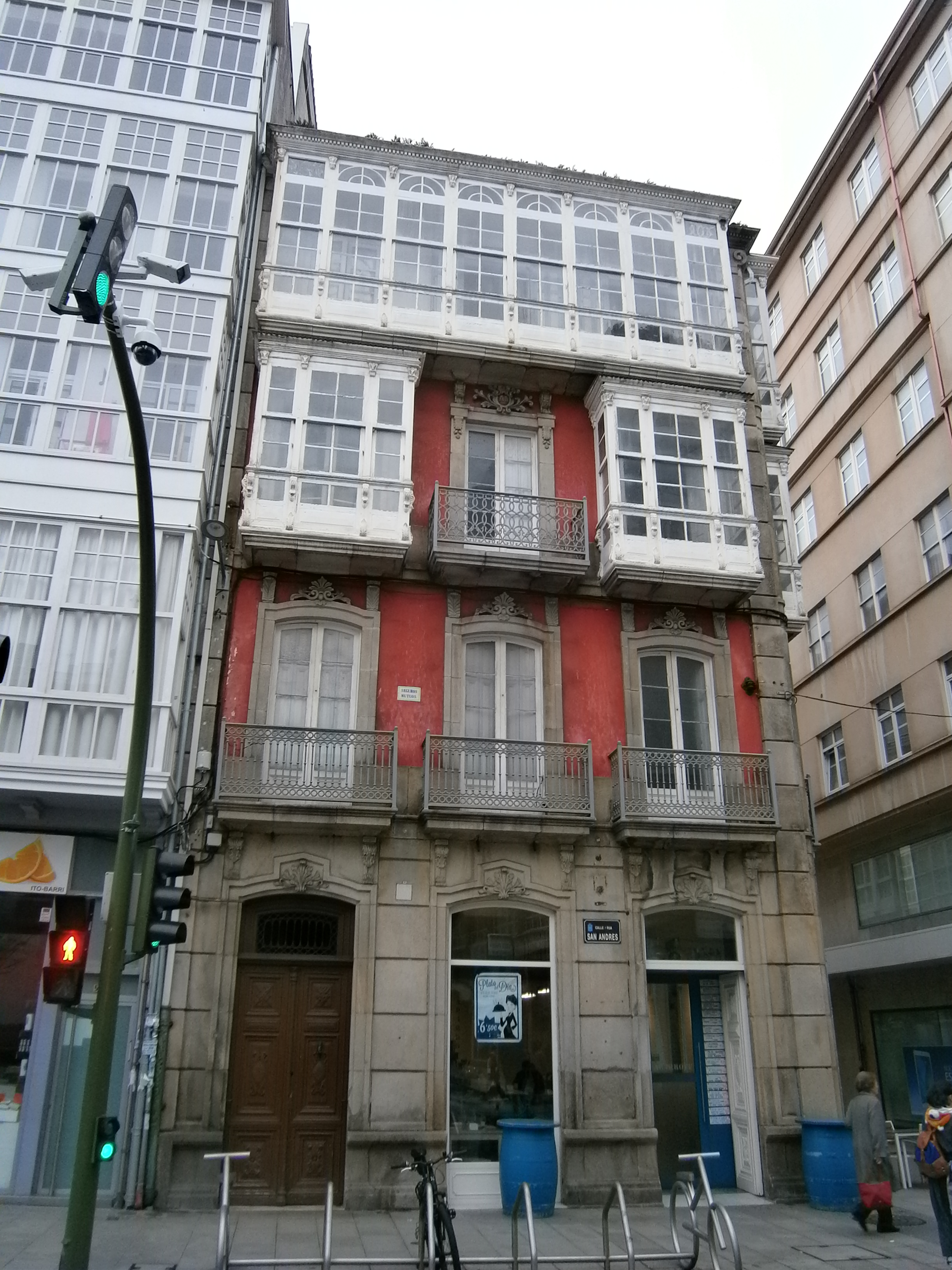
Núm. 53
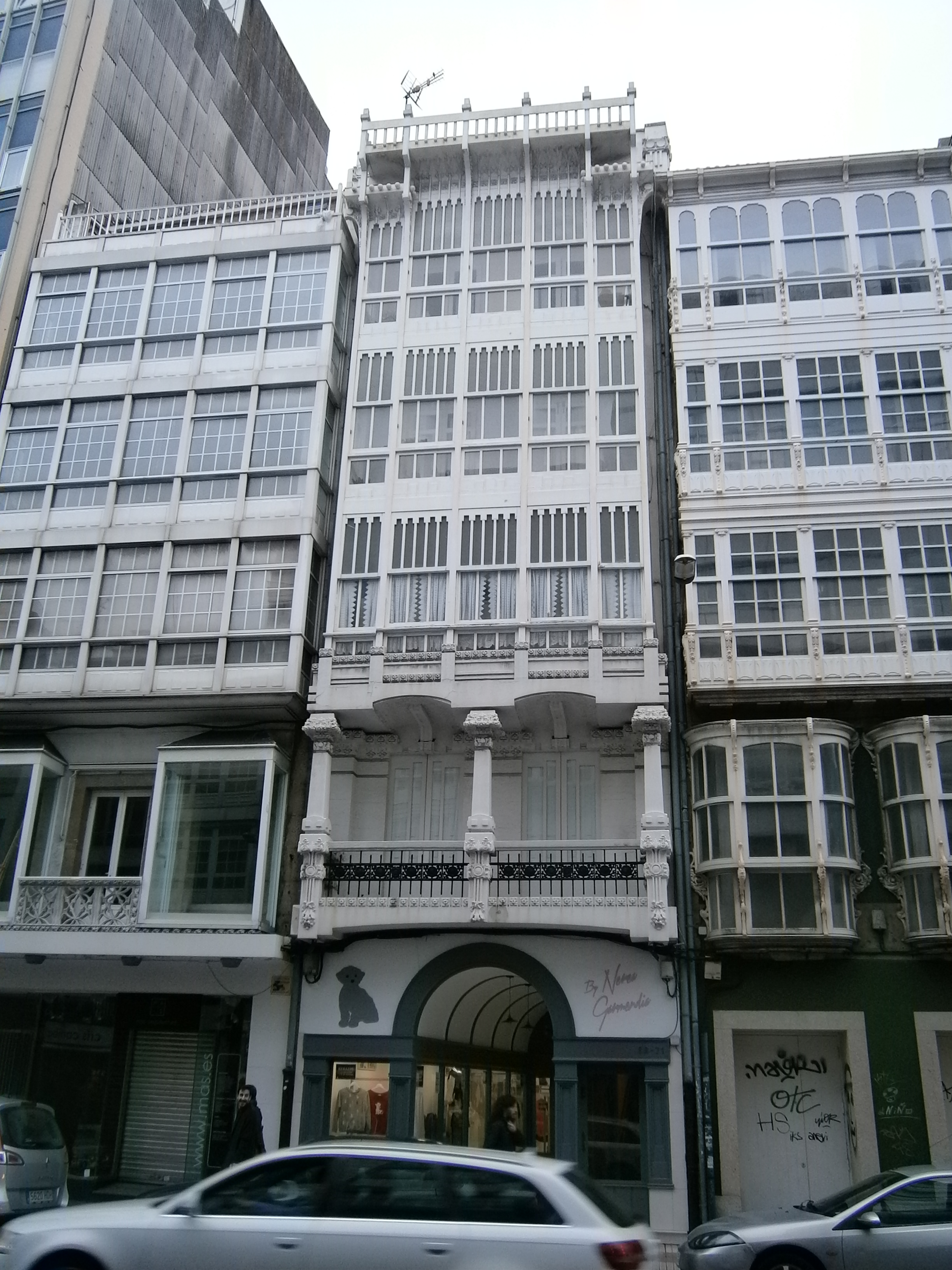
Núm. 69-71
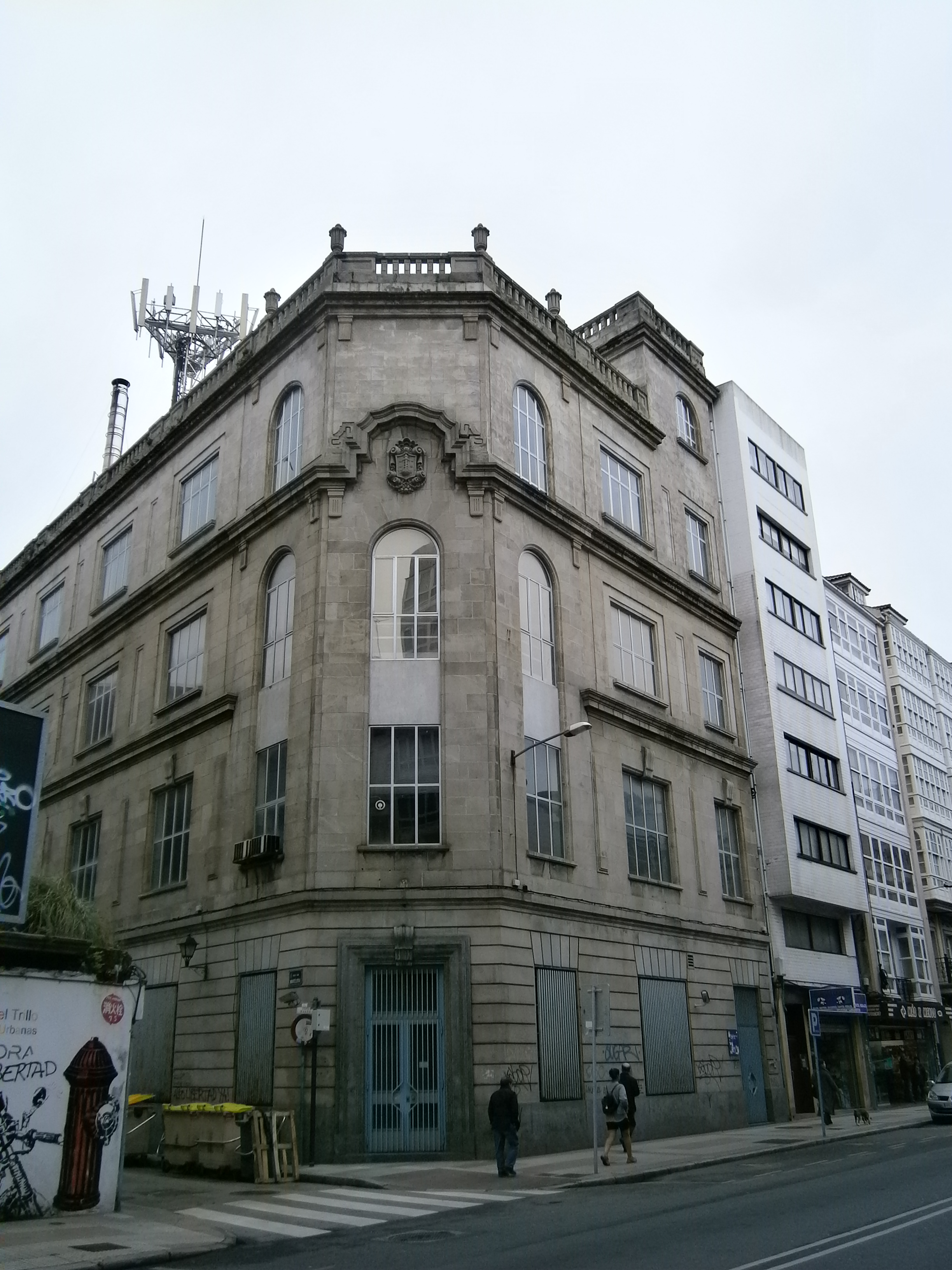
Edifici drTelefónica (Núm. 101)
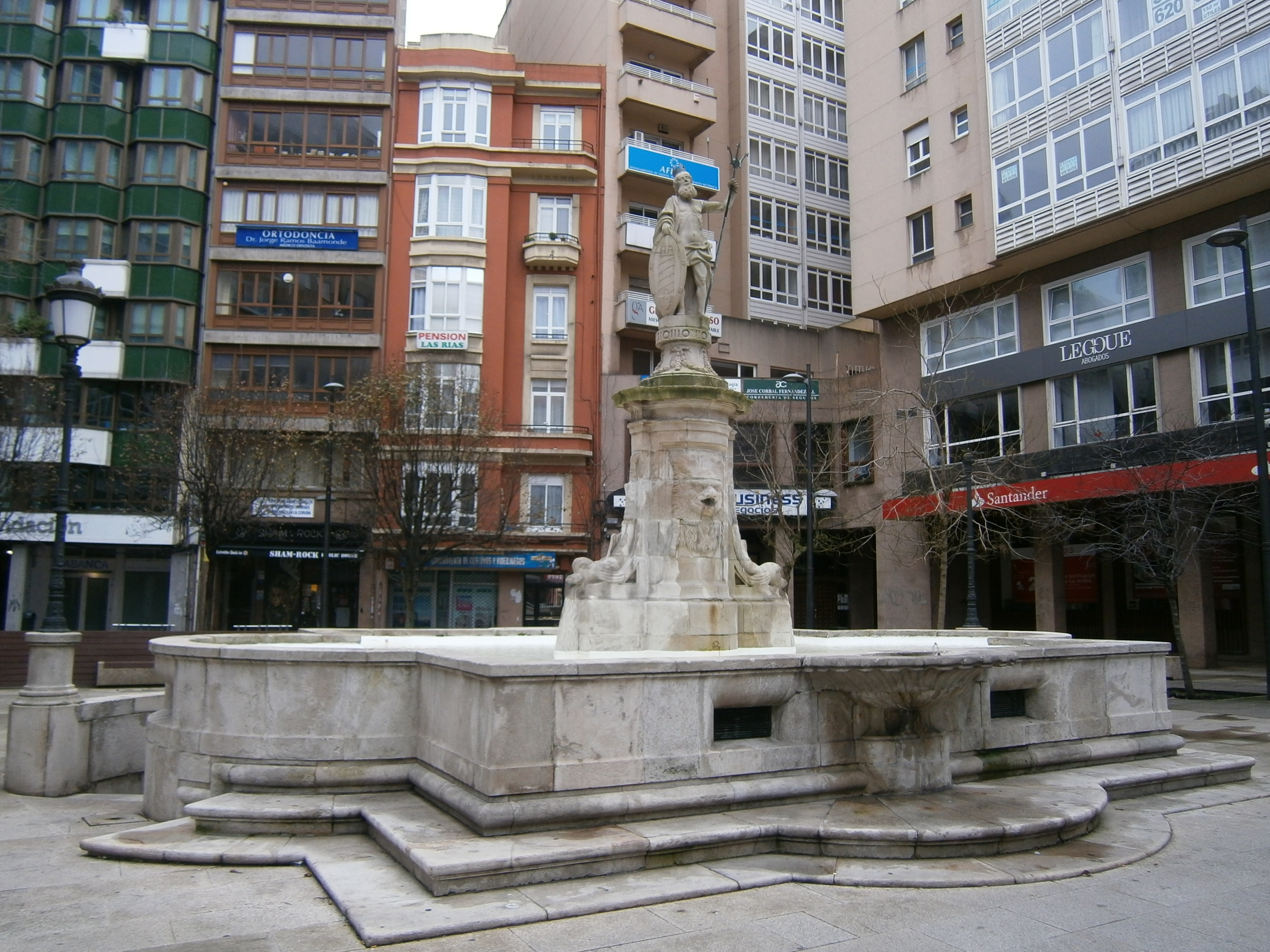
Font de Neptú
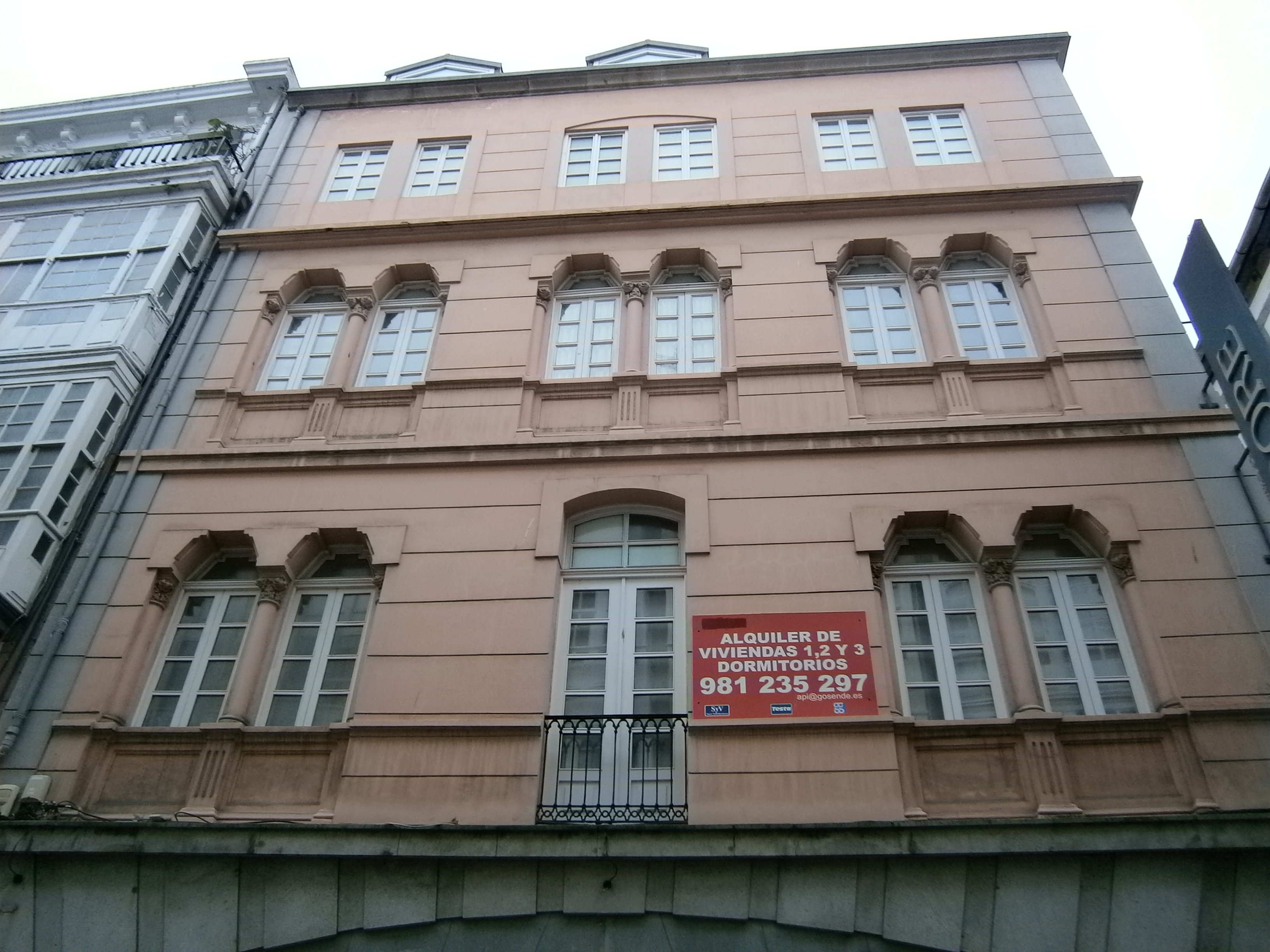
Núm. 18
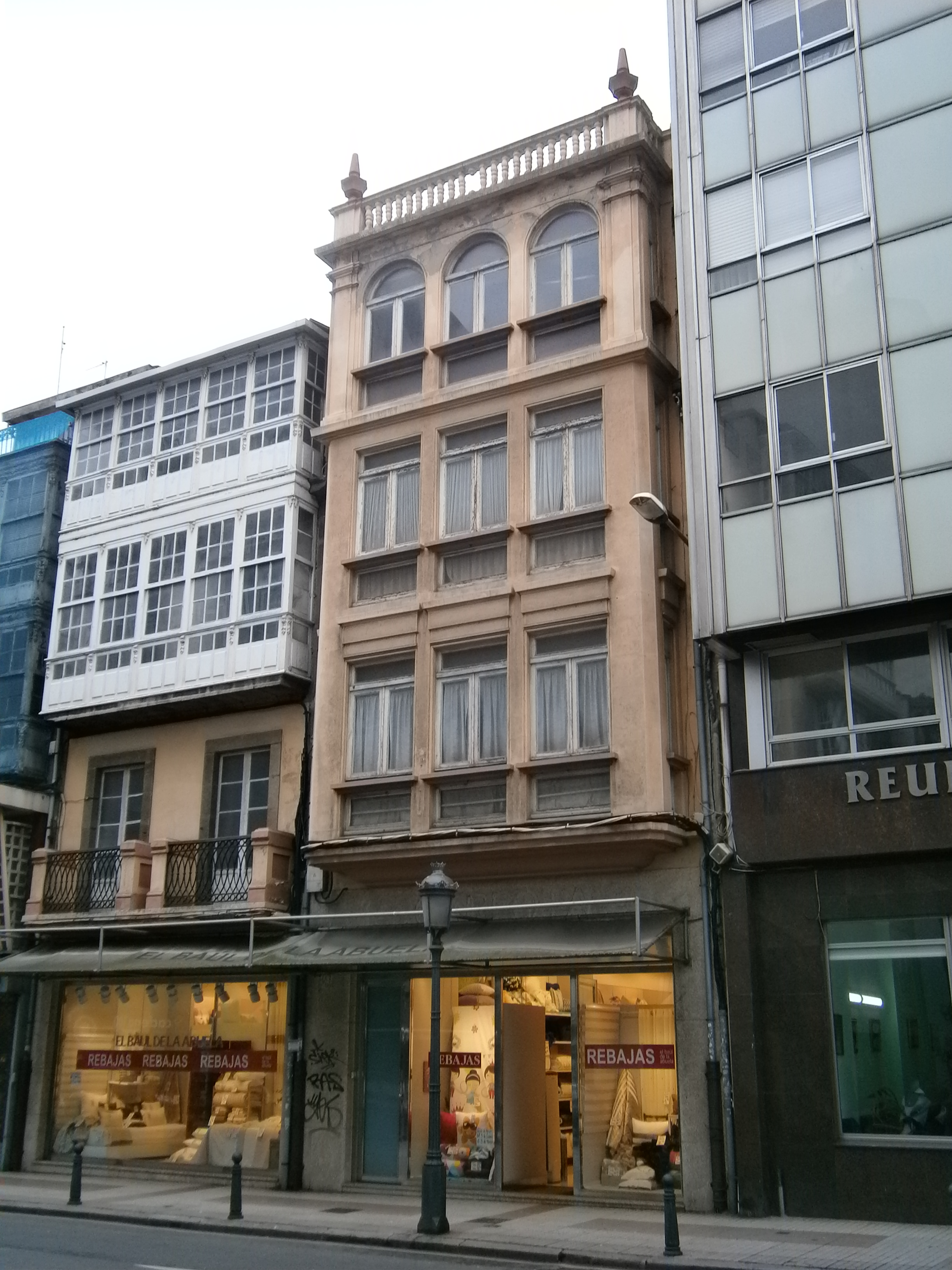
Núm. 38
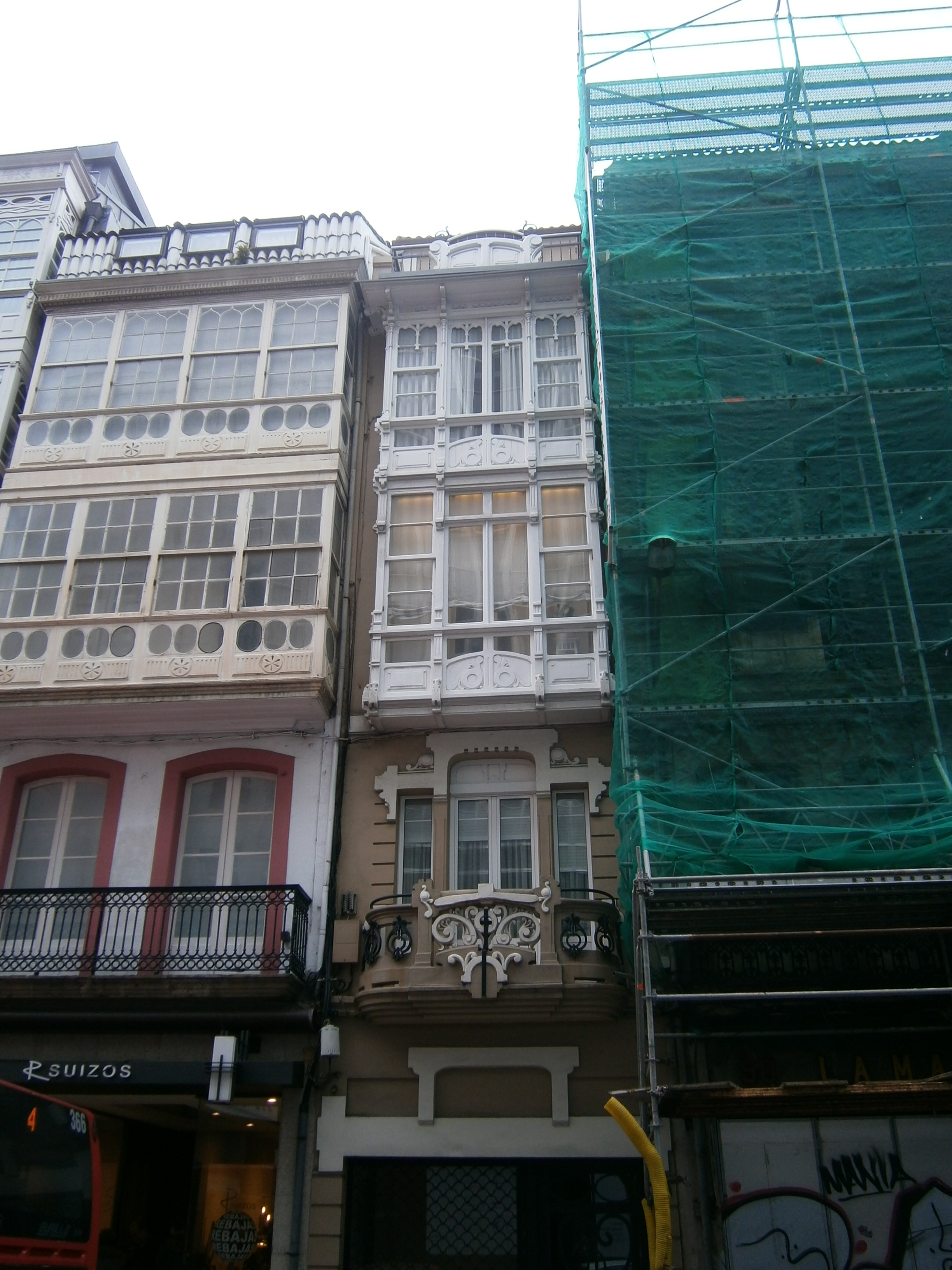
Núm. 68
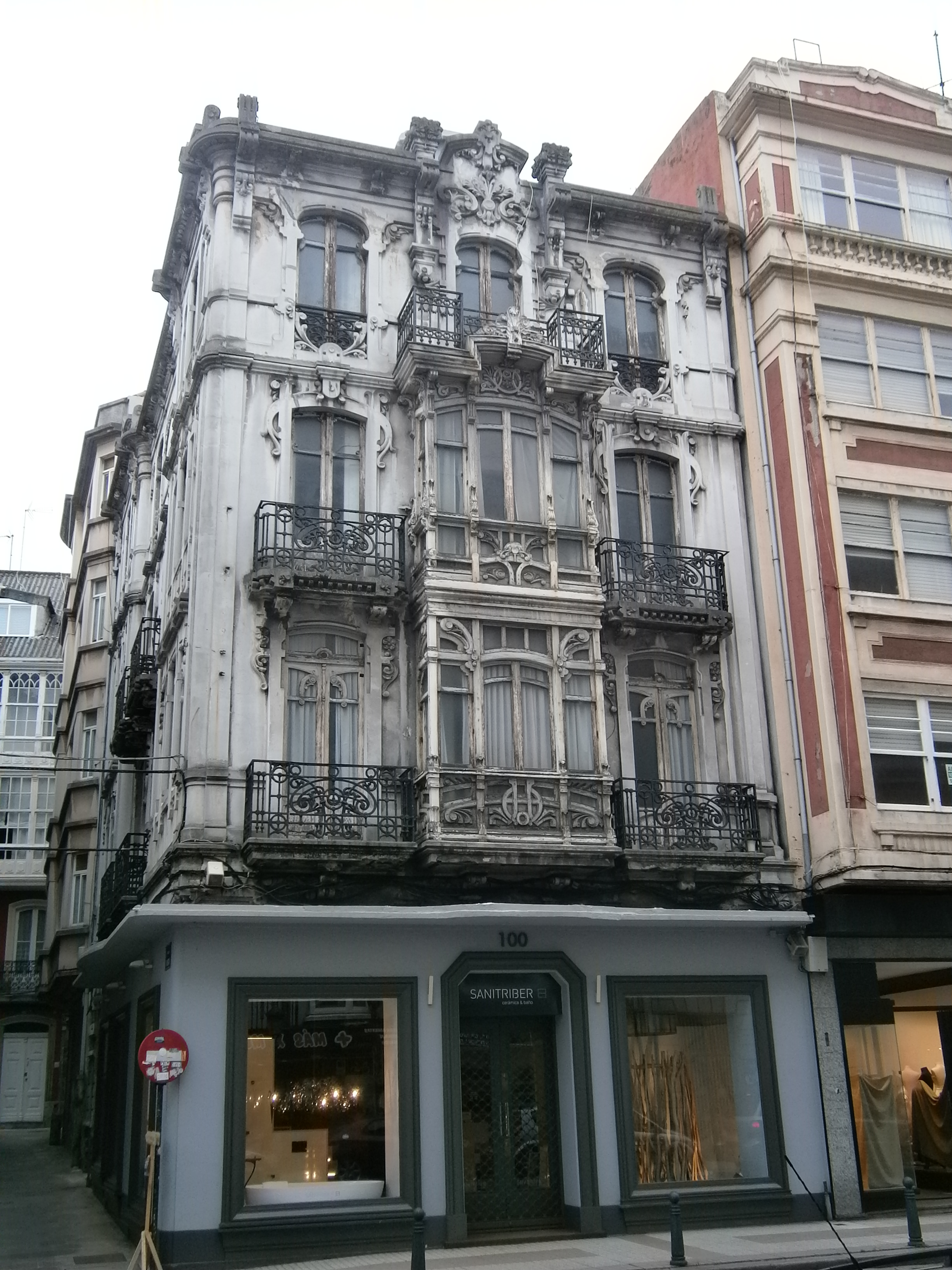
Casa Solla (Núm. 100)
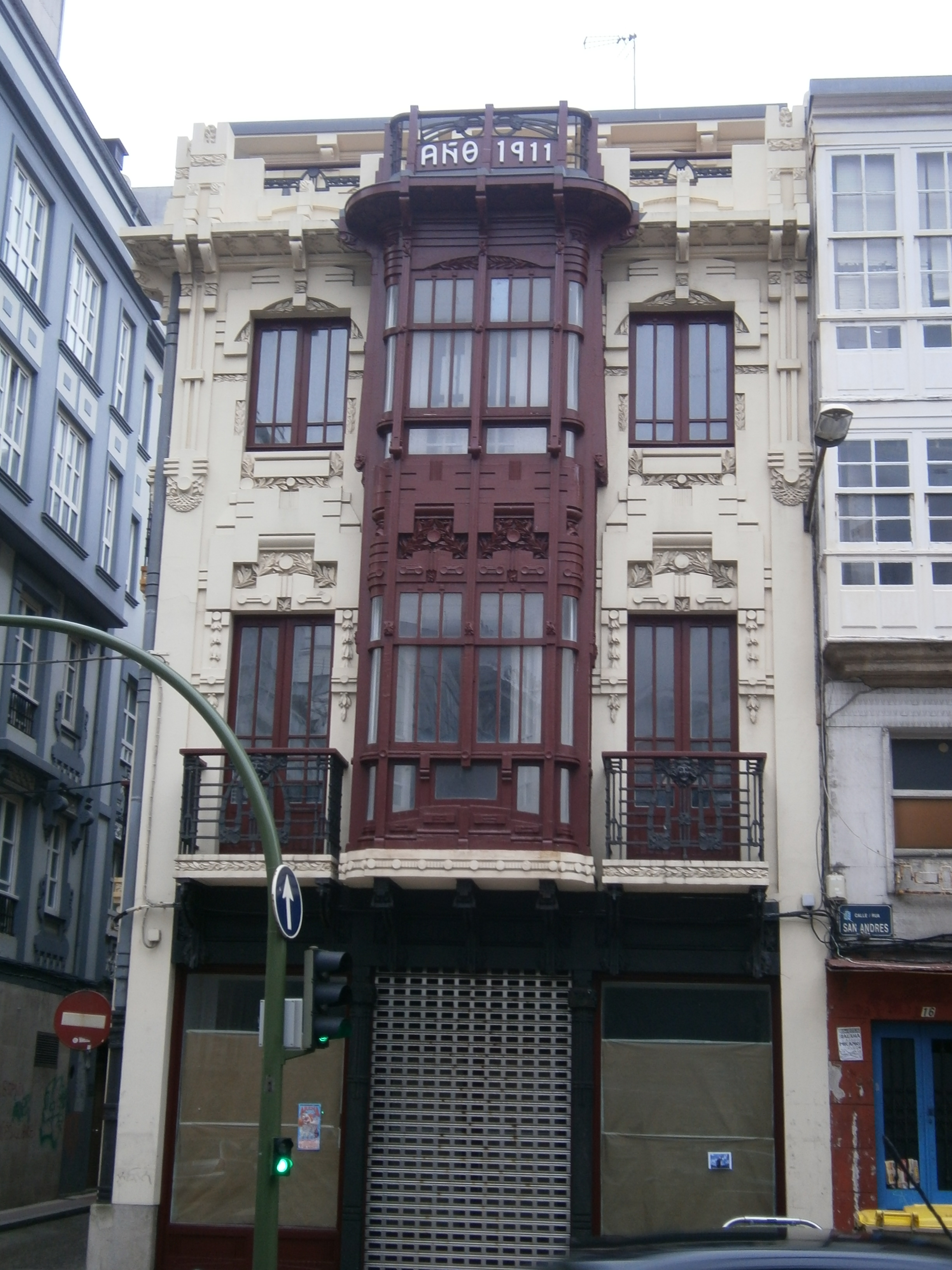
Edifici La Llave (Núm. 118)
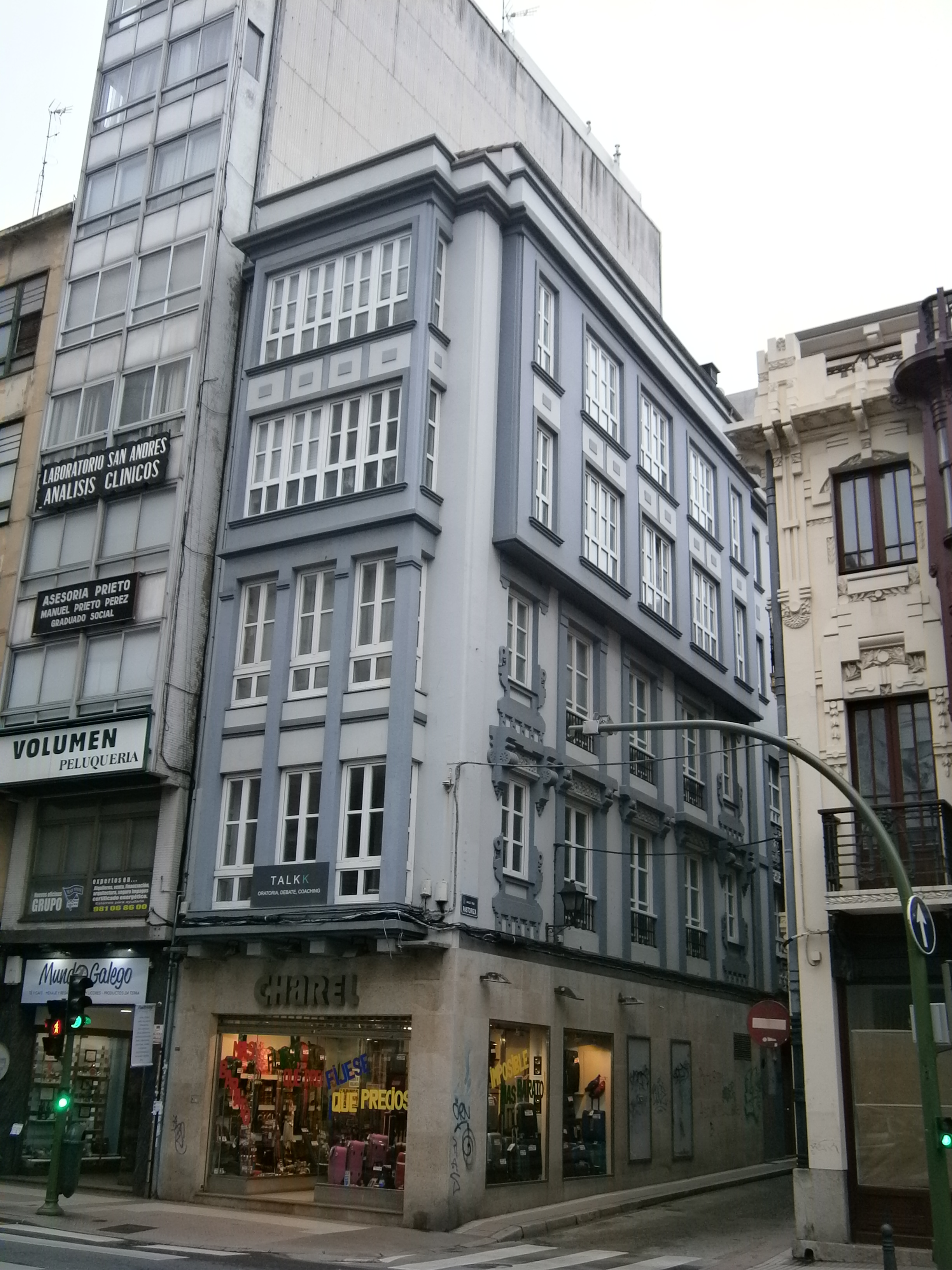
Núm. 120
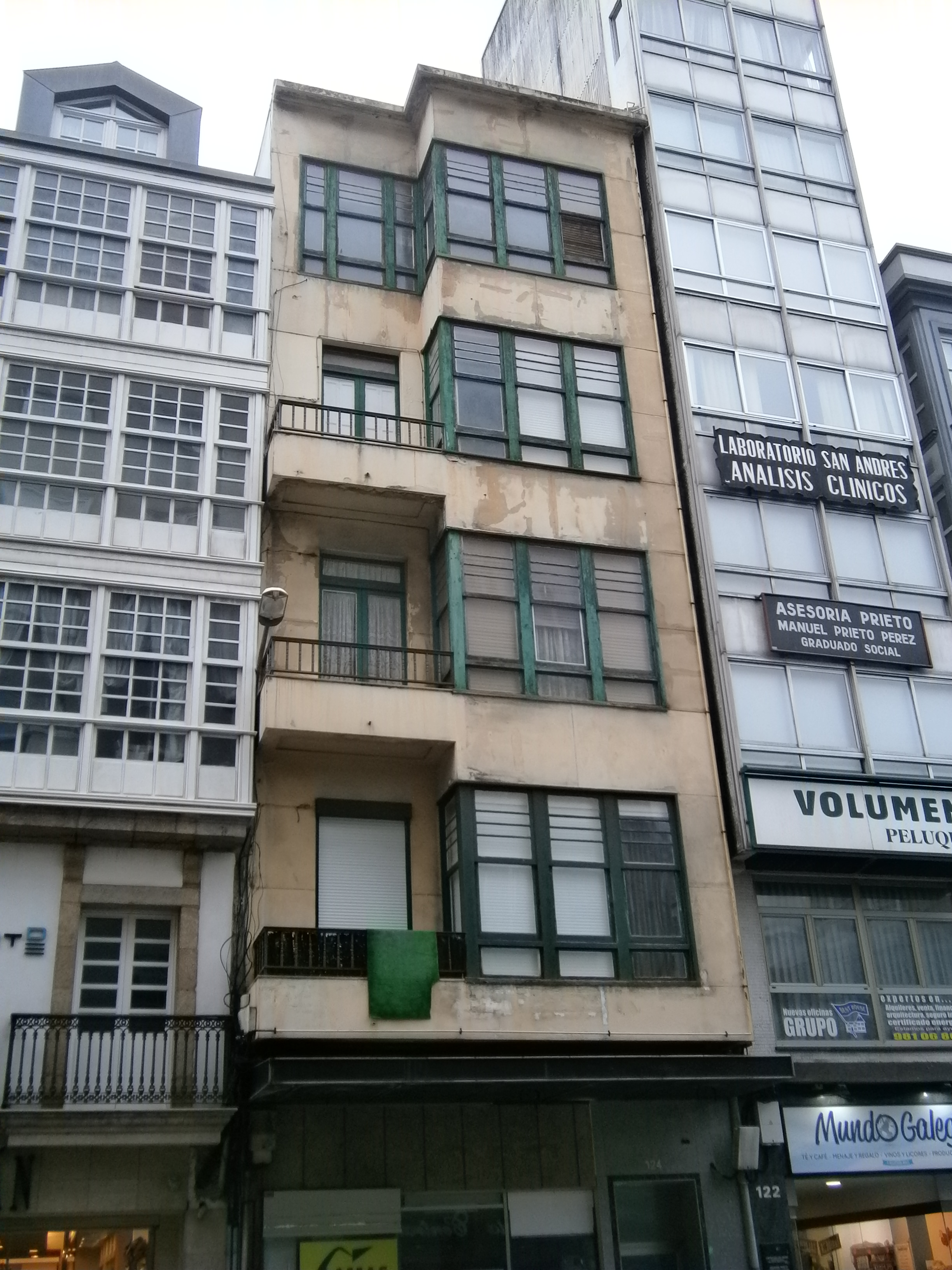
Núm. 124
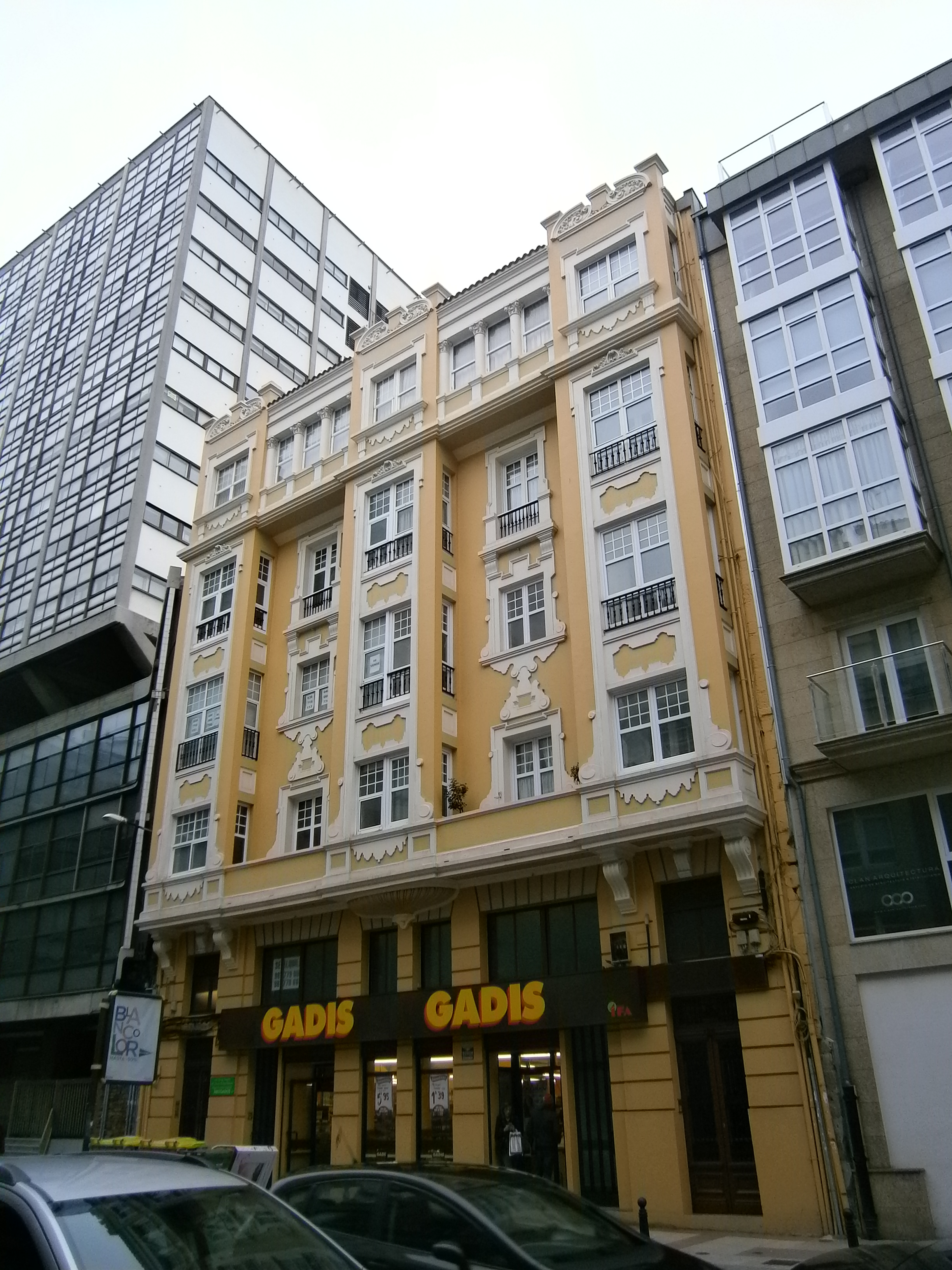
Núm. 158-160